# الواقع (فلم)
الواقع (بالفرنسية: Réalité) هو فيلم كوميدي دراما فرنسي من تأليف وإخراج ماستر أيوزو ومن بطولة آلان شبات، جوناثان لامبرت، إلودي بوشيه، كيلا كينيدي وإريك واريهيم. عٌرض الفيلم لأول مرة في 28 أغسطس 2014 خلال مهرجان البندقية السينمائي الواحد والسبعون.

## روابط خارجية
- مقالات تستعمل روابط فنية بلا صلة مع ويكي بيانات